# William K. Howard
William K. Howard (St. Marys, Ohio, 16 de junio de 1899-Los Ángeles, California, 21 de febrero de 1954) fue un productor, guionista y director de cine estadounidense. Considerado uno de los principales directores de Hollywood, dirigió más de 50 películas entre 1921 a 1946, como La horda maldita (The Thundering Herd, 1925), Poder y gloria (The Power and the Glory, 1933), Fire Over England (1937) y Johnny Come Lately (1943).

## Biografía
Nació el 16 de junio de 1899 en St. Marys, Ohio. Después de servir en Europa durante la Primera Guerra Mundial, se graduó en la Universidad Estatal de Ohio con una licenciatura en derecho de ingeniería.
En 1920 comenzó a trabajar en Hollywood como asistente de dirección en The Adorable Savage. Al año siguiente, con veintidós años, dirigió su primera película, Get Your Man. Ese mismo año dirigió dos películas más, Play Square y What Love Will Do, y escribió el guion de The One-Man Trail. A lo largo de los años 1920 y 1930 dirigió dos o tres películas cada año. Entre sus películas de la década de 1920 se encuentran The Border Legion (1924), La horda maldita (The Thundering Herd, 1925), El toisón de oro (White Gold, 1927), The Valiant (1929) o Christina (1929). En la década de 1930 dirigió películas como Una aventura de Sherlock Holmes (Sherlock Holmes, 1932), Código secreto (Rendezvous, 1935), Fire Over England (1937) o Back Door to Heaven (1939).
Se casó con Margaret Howard en Las Vegas en 1949. En 1953 padeció un cáncer de garganta, falleciendo de dicha enfermedad en Los Ángeles el 21 de febrero de 1954, a los 54 años de edad.
El 8 de febrero de 1960 se le concedió el honor póstumo de colocar una estrella con su nombre en el paseo de la fama de Hollywood, en el 1500 de Vine Street.

## Filmografía selecta
Entre su filmografía se encuentran:
- Deserted at the Altar (1922)
- The Border Legion (1924)
- La horda maldita (The Thundering Herd, 1925)
- Los dados rojos (Red Dice, 1926)
- Cómo nace una pasión (Volcano!, 1926)
- El gigoló (Gigolo, 1926)
- El toisón de oro (White Gold, 1927)
- Emigrantes (A Ship Comes In, 1928)
- Sin Town (1929)
- The Valiant (1929)
- Christina (1929)
- Scotland Yard (1930)
- Camarotes de lujo (Transatlantic, 1931)
- Ríndase (Surrender, 1931)
- Don't Bet on Women (1931)
- The First Year (1932)
- Una aventura de Sherlock Holmes (Sherlock Holmes, 1932)
- Poder y gloria (The Power and the Glory, 1933)
- El gato y el violín (The Cat and the Fiddle, 1934)
- La tela de araña (Evelyn Prentice, 1934)
- Código secreto (Rendezvous, 1935)
- Mary Burns, fugitiva (Mary Burns, Fugitive, 1935)
- The Princess Comes Across (1936)
- Fire Over England (1937)
- El delator anónimo (The Squeaker, 1937)
- En la Luna (Over the Moon, 1939)
- Back Door to Heaven (1939)
- Money and the Woman (1940)
- Knute Rockne, All American (1940)
- Viaje sin retorno ('Til We Meet Again, 1940)
- El vagabundo (Johnny Come Lately, 1943)
- A Guy Could Change (1946)